# Vera Drudi
Vera Drudi (Bellaria-Igea Marina, 23 maggio 1897 – Bologna, 4 aprile 1995) è stata un'attrice italiana, nota soprattutto per i suoi ruoli da caratterista.

## Biografia
Attrice attiva principalmente negli anni settanta, interpretò un numero notevole di pellicole, molte delle quali di relativo valore, accontentandosi spesso di piccole o piccolissime parti: esemplare è la sua apparizione nel film Il secondo tragico Fantozzi (1976), di Luciano Salce, dove, pur essendo accreditata nei titoli di coda, non ha nessuna battuta.
Lavorò anche in teatro e in televisione: fu, per esempio, la moglie di Mangiafuoco nello sceneggiato televisivo Le avventure di Pinocchio (1972), di Luigi Comencini.

## Filmografia
- Arrangiatevi, regia di Mauro Bolognini (1959)
- Barabba, regia di Richard Fleischer (1961)
- L'orribile segreto del dr. Hichcock, regia di Riccardo Freda (1962)
- La cuccagna, regia di Luciano Salce (1962)
- Liolà, regia di Alessandro Blasetti (1963)
- I due sanculotti, regia di Giorgio Simonelli (1966)
- Faccia a faccia, regia di Sergio Sollima (1967)
- Zenabel, regia di Ruggero Deodato (1969)
- Una prostituta al servizio del pubblico e in regola con le leggi dello stato, regia di Italo Zingarelli (1970)
- Maddalena, regia di Jerzy Kawalerowicz (1971)
- Il vero e il falso, regia di Eriprando Visconti (1972)
- Tutti i colori del buio, regia di Sergio Martino (1972)
- Sollazzevoli storie di mogli gaudenti e mariti penitenti - Decameron nº 69, regia di Joe D'Amato (1972)
- Sette orchidee macchiate di rosso, regia di Umberto Lenzi (1972)
- La bella Antonia, prima monica e poi dimonia, regia di Mariano Laurenti (1972)
- Le avventure di Pinocchio, regia di Luigi Comencini (1972)
- L'urlo di Chen terrorizza anche l'occidente (Měng lóngguò jiāng), regia di Bruce Lee (1972)
- Ultimo tango a Zagarol, regia di Nando Cicero (1973)
- Storia di una monaca di clausura, regia di Domenico Paolella (1973)
- Bella, ricca, lieve difetto fisico, cerca anima gemella, regia di Nando Cicero (1973)
- Giovannona Coscialunga disonorata con onore, regia di Mariano Laurenti (1973)
- Le scomunicate di San Valentino, regia di Sergio Grieco (1974)
- Il piatto piange, regia di Paolo Nuzzi (1974)
- Cugini carnali, regia di Sergio Martino (1974)
- I corpi presentano tracce di violenza carnale, regia di Sergio Martino (1974)
- Alla mia cara mamma nel giorno del suo compleanno, regia di Luciano Salce (1974)
- Il giustiziere di mezzogiorno, regia di Mario Amendola (1975)
- La novizia, regia di Giuliano Biagetti (1975)
- I baroni, regia di Giampaolo Lomi (1975)
- Spogliamoci così, senza pudor..., regia di Sergio Martino (1976)
- Il secondo tragico Fantozzi, regia di Luciano Salce (1976)
- La portiera nuda, regia di Luigi Cozzi (1976)
- Non si deve profanare il sonno dei morti, regia di Jorge Grau (1976)
- Io zombo, tu zombi, lei zomba, regia di Nello Rossati (1979)
- Una moglie, due amici, quattro amanti, regia di Michele Massimo Tarantini (1980)